# 劳本海姆
劳本海姆是德国莱茵兰-普法尔茨州的一个市镇。总面积3.34平方公里，总人口748人，其中男性357人，女性391人（2011年12月31日），人口密度224人/平方公里。